# Lousonna

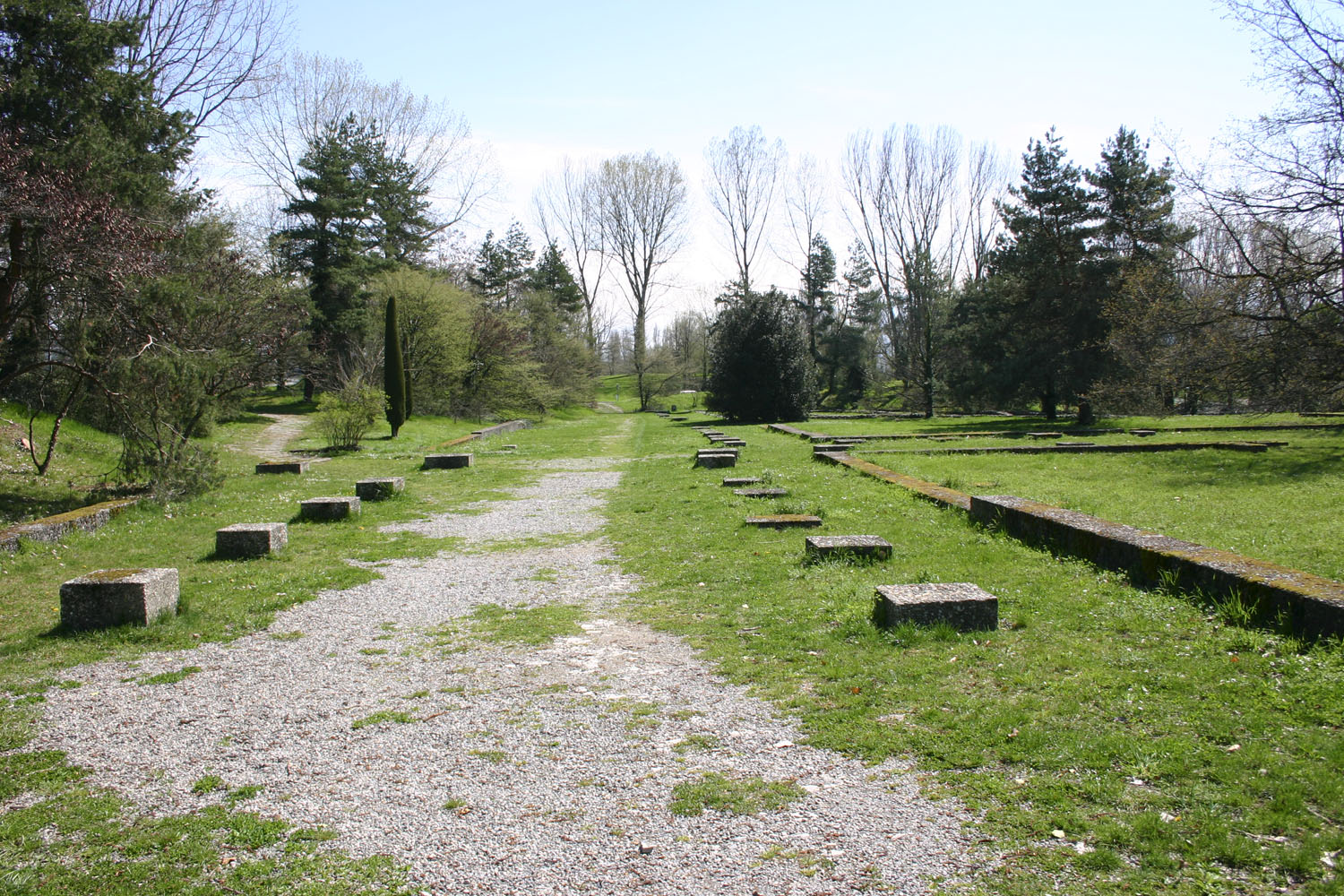
Lousonna

Lousonna é um vico - pequena localidade  - Galo-Romano situada no quarteirão de Vidy, mas margens do Lago Lemano, em Lausana,  Suíça .
Uma placa encontrada em 1739 contém o nome da localidade antiga, que como outros artigos se encontram no Museu romano de Lausanne-Vidy. 
O vico, cujos fundamentos datam do ano 15 a.C., encontrava-se no cruzamento das bacias do Ródano e do Reno, no cruzamento das vias comerciais que ligava por um lado com o Passo do Grande São Bernardo, a Itália com a Gália, e por outro lado, pelo vale do Reno, entre o  Mediterrâneos e a Alemanha.
O vico tinha uma superfície de 20 ha e uma população de cerca de 2 000 hab. A sua localização junto ao lago permitia-lhe, navegando, comerciar muito facilmente com as localidades que se encontravam nas suas margens, como o demonstrou o material arqueológico encontrado.
Lousonna começou a declinar a partir das invasões germânicas e é completamente abandonado no século IV.

## Imagens

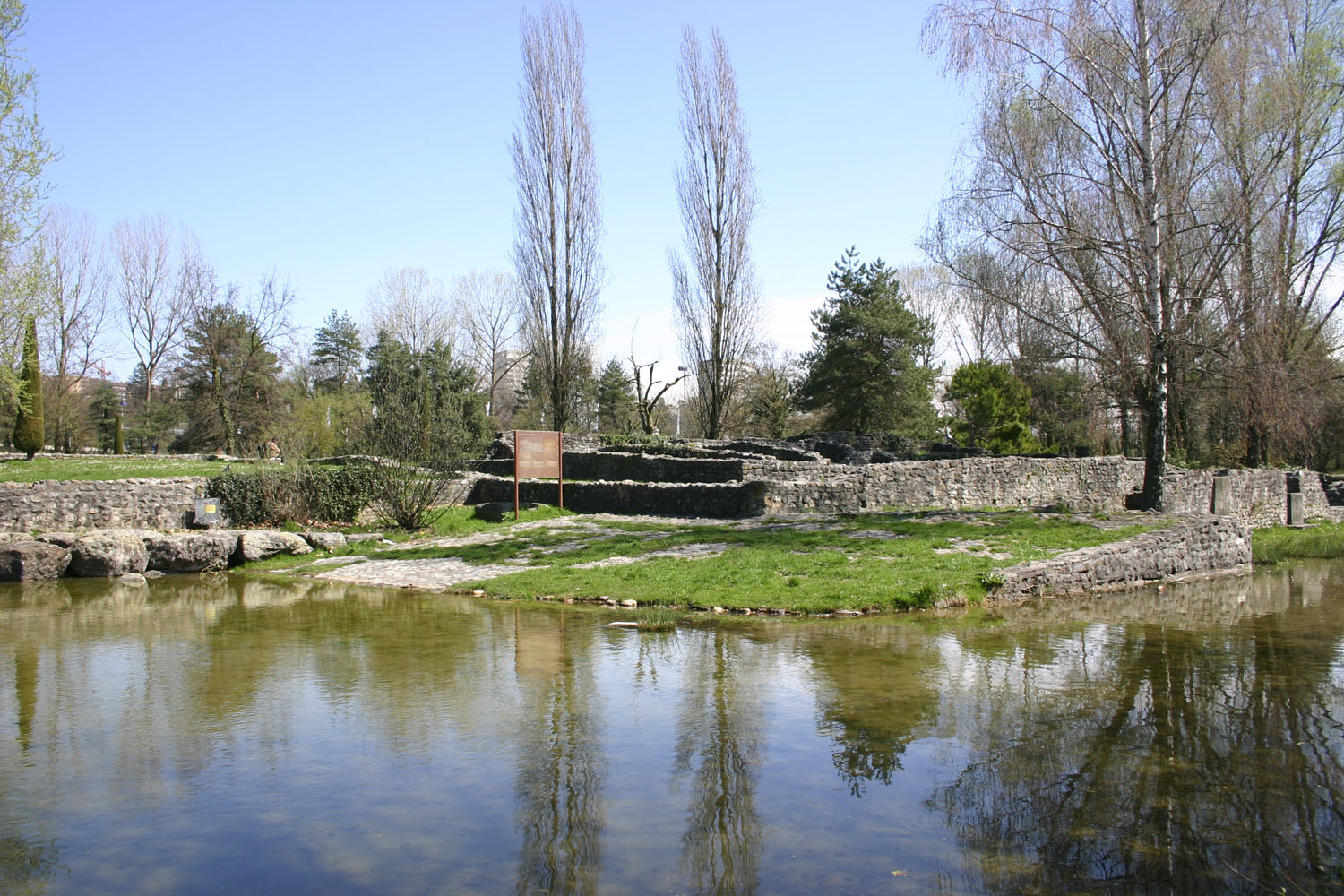
O Porto
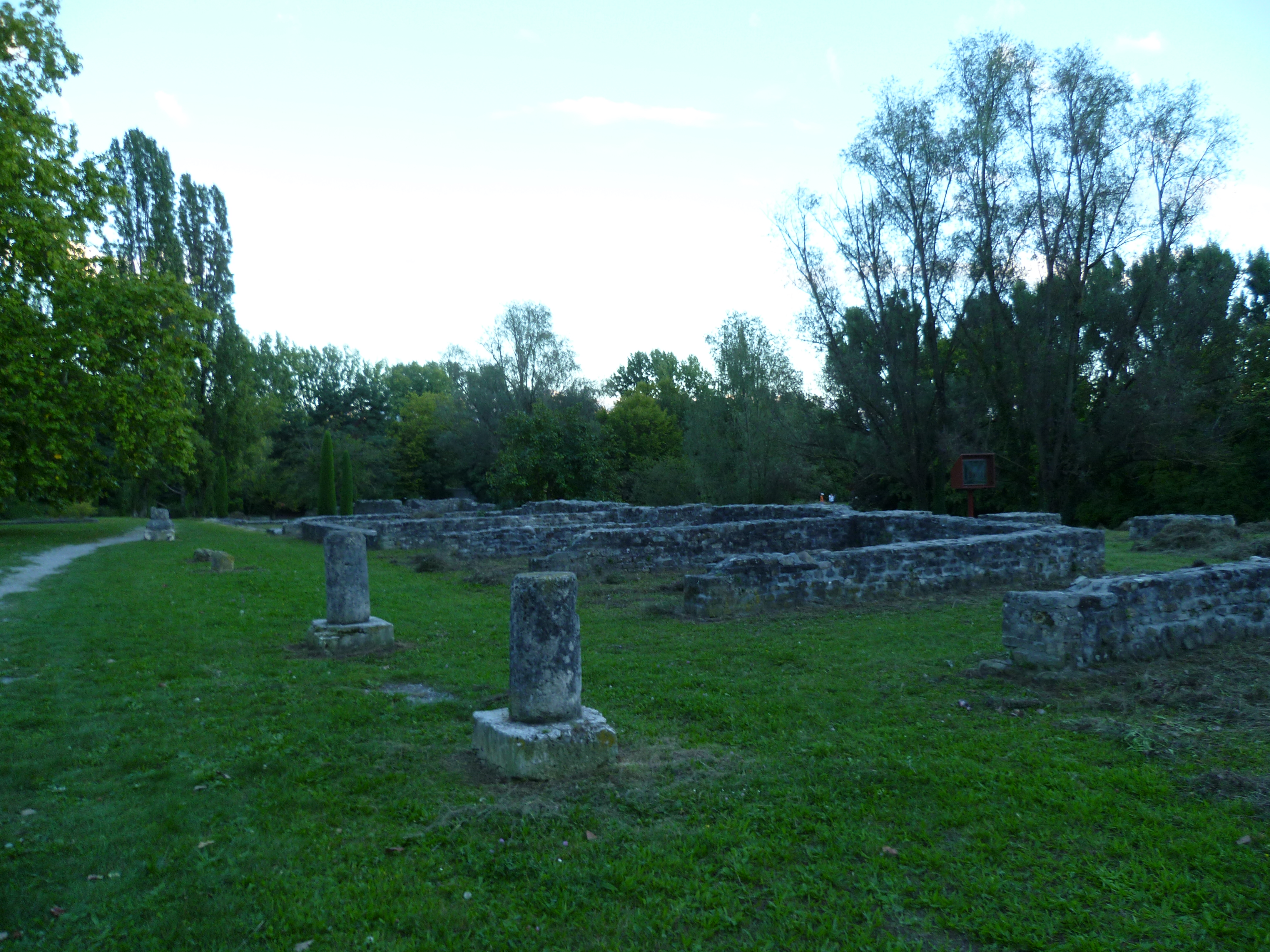
Vertígios
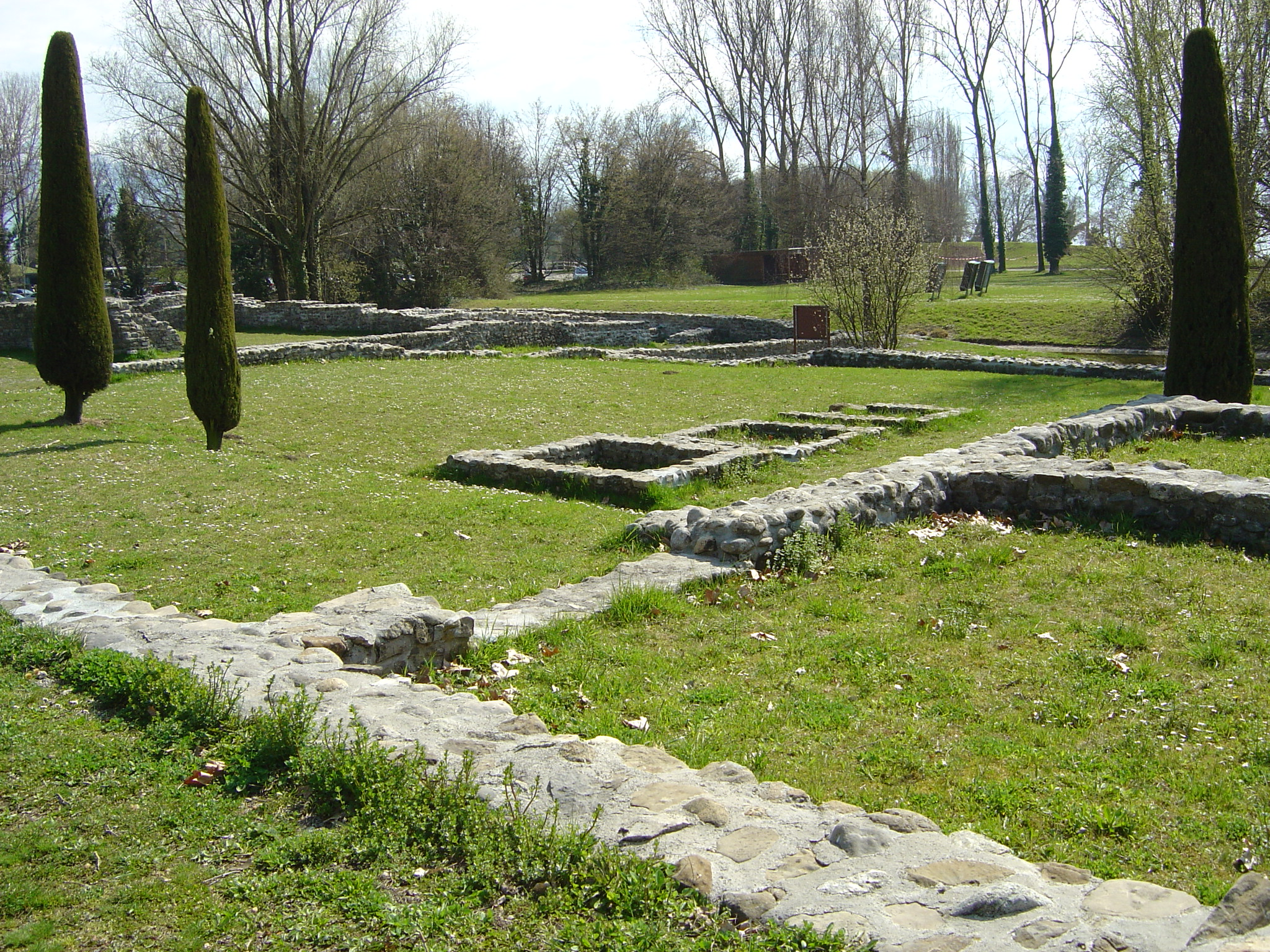
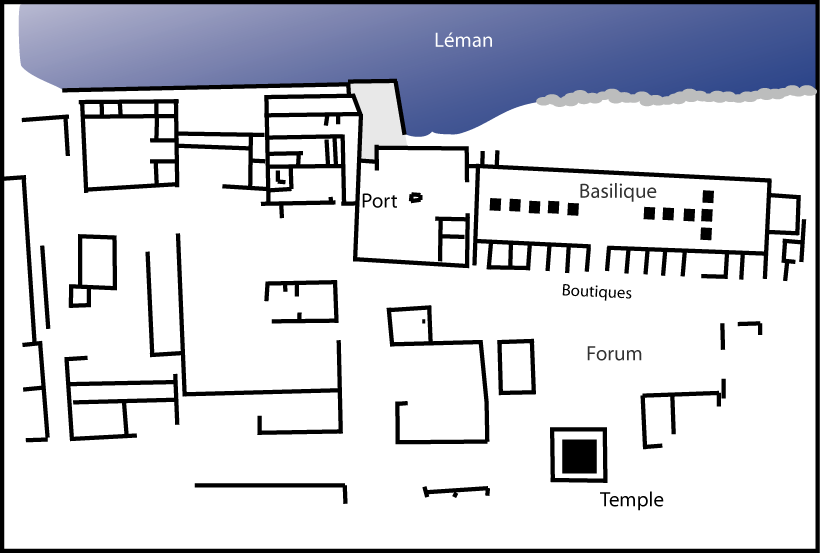
Esquema